# Jabron (Durance)
Der Jabron ist ein Gebirgsfluss in Frankreich, der in den Regionen Provence-Alpes-Côte d’Azur und Auvergne-Rhône-Alpes verläuft. Er entspringt im Gemeindegebiet von Les Omergues, entwässert generell in östlicher Richtung und mündet nach rund 36 Kilometern knapp südlich von Sisteron als rechter Nebenfluss in die Durance.
Auf seinem Weg durchquert der Jabron überwiegend das Département Alpes-de-Haute-Provence, nur bei Montfroc betritt er auf einer Länge von etwa einen Kilometer das Département Drôme der benachbarten Region Rhône-Alpes.

## Orte am Fluss
- Les Omergues
- Montfroc
- Curel
- Saint-Vincent-sur-Jabron
- Noyers-sur-Jabron